# Каспийска минога
Каспийската минога (Caspiomyzon wagneri) е вид безчелюстна риба от семейство Миногови (Petromyzontidae). Видът е почти застрашен от изчезване.

## Разпространение и местообитание
Разпространен е в Азербайджан, Иран, Казахстан, Русия и Туркменистан.
Обитава пясъчните дъна на сладководни и полусолени басейни, морета, реки и потоци.

## Описание
На дължина достигат до 55,3 cm, а теглото им е максимум 206 g.
Продължителността им на живот е около 6 години.